# 小石泉
小石 泉（こいし いずみ、1940年〈昭和15年〉 - 2014年〈平成26年〉）は、日本の牧師、著作家。
プロテスタント牧師の立場から、ユダヤ、フリーメーソンなどの陰謀論を唱えている。

## 概要
東京都生まれ。中央大学を中退をし、日本航空本社勤務後、中央聖書学校卒業。
千葉県船橋市においてキリスト教の開拓伝道に従事。同市内にあったキリスト・イエス栄光教会牧師となる。同教会はその後1997年に千葉市若葉区に移転して千葉グレイスチャーチ（ペンテコステ派、日本チャーチ・オブ・ゴッド教団所属）となり、顧問牧師となる。
牧師で日猶同祖論関連の著書もある小石豊は、実兄。

## 著書
全て第一企画出版より 絶版
- 『悪魔(ルシファー)最後の陰謀(プログラム)　―人類の半数は殺され日本人は奴隷になる』1993年
- 『続　悪魔(ルシファー)最後の陰謀(プログラム)　―あなたを丸裸にする監視システムが始まる』1994年
- 『世界を動かすユダヤ教の秘密　―マルコポーロを廃刊に追い込む圧力とは何か』1995年